# Премия Фейнмана по нанотехнологиям
Премия Фейнмана в области нанотехнологий — награда, присуждаемая Институтом Форсайта за значительные достижения в области нанотехнологий. Ежегодно присуждаются две премии в категориях экспериментальной и теоретической работы. Существует также отдельная награда за создание наноразмерной роботизированной руки и 8-битного сумматора.

## Обзор
Премия Фейнмана состоит из ежегодных премий в экспериментальных и теоретических категориях, а также разовых премий. Они присуждаются Институтом Форсайта, организацией по поддержке нанотехнологий. Премия названа в честь физика Ричарда Фейнмана, чей доклад 1959 года «Внизу много места», как считают адепты, возвестил начало эпохи нанотехнологий.
Ежегодная премия Фейнмана в области нанотехнологий присуждается за новаторские работы в области нанотехнологий, направленные на создание атомарно точных продуктов с помощью систем молекулярных машин. Информация о номинантах поступает как от сотрудников Института Форсайта, так и от внешних академических и коммерческих организаций. Призеры отбираются ежегодно меняющимся советом бывших победителей и других ученых. Премия считается престижной, и авторы одного из исследований находят ее достаточно репрезентативной для представления заметных исследований в области нанотехнологий.
Отдельный гран-при Feynman Grand Prize — награда в размере 250 000 долл. США, которая будет вручена первым, кто создаст роботизированный манипулятор с наноразмерной структурой, способный к точному позиционированию, и наноразмерный 8-битный сумматор, соответствующий заданным спецификациям. Он предназначен для стимулирования исследований области молекулярных нанотехнологий.

## История
Премия Фейнмана была учреждена в рамках поддержки соучредителем Института Форсайта Эриком Дрекслером я молекулярного производства. Премия была впервые вручена в 1993 году. До 1997 года один приз вручался раз в два года. С 1997 года два приза вручаются каждый год в теоретической и экспериментальной номинациях. Присуждение этих премий на ранних этапах истории отрасли позволило повысить осведомленность о нанотехнологиях и повлиять на направление их развития. :60 
Гран-при был объявлен в 1995 году на Четвертой форсайт-конференции по молекулярным нанотехнологиям и был спонсирован Джеймсом фон Эром и Марком Арнольдом. В 2004 году основатель Фонда X-Prize Питер Диамандис был избран председателем комитета Гран-при Фейнмана.

## Лауреаты

### Единый приз
| Год  | Лауреат          | Учреждение                              | Тематика работ                                           |
| ---- | ---------------- | --------------------------------------- | -------------------------------------------------------- |
| 1993 | Чарльз Масгрейв  | Калифорнийский технологический институт | Молекулярное моделирование атомарно точного производства |
| 1995 | Надриан Ч. Симан | Нью-йоркский университет                | ДНК нанотехнологии                                       |

### Экспериментальная категория
| Year | Laureate                 | Institution                                                    | Scope of work                                                                                      |
| ---- | ------------------------ | -------------------------------------------------------------- | -------------------------------------------------------------------------------------------------- |
| 1997 | James K. Gimzewski       | IBM Zurich Research Laboratory                                 | Сканирующая зондовая микроскопия для прецизионного автоматического производства:55,182             |
| 1997 | Reto Schlittler          | IBM Zurich Research Laboratory                                 | Сканирующая зондовая микроскопия для прецизионного автоматического производства:55,182             |
| 1997 | Christian Joachim        | CEMES/Национальный центр научных исследований, Франция         | Сканирующая зондовая микроскопия для прецизионного автоматического производства:55,182             |
| 1998 | M. Reza Ghadiri          | Scripps Research Institute                                     | Молекулярная самосборка                                                                            |
| 1999 | Авурис, Федон            | IBM Watson Research Center                                     | Молекулярная электроника с использованием углеродных нанотрубок                                    |
| 2000 | R. Stanley Williams      | HP Labs                                                        | Переключатели для молекулярной электроники                                                         |
| 2000 | Philip Kuekes            | HP Labs                                                        | Переключатели для молекулярной электроники                                                         |
| 2000 | James R. Heath           | Калифорнийский университет в Лос-Анджелесе                     | Переключатели для молекулярной электроники                                                         |
| 2001 | Либер, Чарльз            | Гарвардский университет                                        | Синтез и исследование углеродных нанотрубок                                                        |
| 2002 | Миркин, Чад              | Северо-Западный университет                                    | Сферические наночастицы ДНК:163                                                                    |
| 2003 | Carlo Montemagno         | Калифорнийский университет в Лос-Анджелесе                     | Интеграция биологических молекулярных моторов в кремниевые устройства                              |
| 2004 | Homme Hellinga           | Университет Дьюка                                              | Автоматическое прецизионное производство                                                           |
| 2005 | Christian Schafmeister   | Питтсбургский университет                                      | Синтез сконструированных макромолекул                                                              |
| 2006 | Erik Winfree             | Калифорнийский технологический институт                        | ДНК-вычисления с использованием алгоритмической самосборки:140                                     |
| 2006 | Paul W. K. Rothemund     | Калифорнийский технологический институт                        | ДНК-вычисления с использованием алгоритмической самосборки:140                                     |
| 2007 | Стоддарт, Джеймс Фрейзер | Калифорнийский университет в Лос-Анджелесе                     | Синтез и сборка молекулярных машин                                                                 |
| 2008 | James Tour               | Университет Райса                                              | Синтез наноавтомобилей и других молекулярных машин                                                 |
| 2009 | Yoshiaki Sugimoto        | Осакский университет                                           | Бесконтактная атомная силовая микроскопия для манипулирования отдельными атомами                   |
| 2009 | Masayuki Abe             | Осакский университет                                           | Бесконтактная атомная силовая микроскопия для манипулирования отдельными атомами                   |
| 2009 | Oscar Custance           | Japanese National Institute for Materials Science              | Бесконтактная атомная силовая микроскопия для манипулирования отдельными атомами                   |
| 2010 | Masakazu Aono            | MANA Center, Japanese National Institute for Materials Science | Сканирующая зондовая микроскопия для манипулирования атомами                                       |
| 2011 | Leonhard Grill           | Fritz Haber Institute of the Max Planck Society                | Сканирующая зондовая микроскопия для исследования и манипуляции молекулами                         |
| 2012 | Gerhard Meyer            | Исследовательская лаборатория IBM в Цюрихе                     | Рисование и манипуляция молекулярными орбиталями с использованием сканирующей зондовой микроскопии |
| 2012 | Leo Gross                | Исследовательская лаборатория IBM в Цюрихе                     | Рисование и манипуляция молекулярными орбиталями с использованием сканирующей зондовой микроскопии |
| 2012 | Jascha Repp              | Исследовательская лаборатория IBM в Цюрихе                     | Рисование и манипуляция молекулярными орбиталями с использованием сканирующей зондовой микроскопии |
| 2013 | Alexander Zettl          | Калифорнийский университет в Беркли                            | Наноэлектромеханические системы                                                                    |
| 2014 | Joseph W. Lyding         | Иллинойсский университет в Урбане-Шампейне                     | Водородная депассивационная литография с использованием сканирующего туннельного микроскопа        |
| 2015 | Симмонс, Мишель          | Университет Нового Южного Уэльса                               | Изготовление одноатомных транзисторов                                                              |
| 2016 | Franz J. Giessibl        | Регенсбургский университет                                     | Рисование и манипуляция отдельными атомами с использованием сканирующей зондовой микроскопии       |
| 2017 | William Shih             | Гарвардский университет                                        | Нанотехнологии на основе ДНК                                                                       |
| 2018 | Christopher Lutz         | Исследовательский центр IBM в Алмадене                         | Манипулирование атомами и небольшими молекулами в целях хранения данных и вычислений               |
| 2018 | Andreas J. Heinrich      | Цен, Институт фундаментальных наук                             | Манипулирование атомами и небольшими молекулами в целях хранения данных и вычислений               |
| 2019 | Lulu Qian                | Калифорнийский технологический институт                        | Молекулярная робототехника, самосборка ДНК-структур, биохимические цепи                            |

### Теоретическая номинация
| Год  | Лауреат                   | Институт                                                                 | Тема работы                                                                                                |
| ---- | ------------------------- | ------------------------------------------------------------------------ | --- |
| 1997 | Charles Bauschlicher      | Исследовательский центр Эймса                                            | Вычислительная нанотехнология                                                                              |
| 1997 | Stephen Barnard           | Исследовательский центр Эймса                                            | Вычислительная нанотехнология                                                                              |
| 1997 | Creon Levit               | Исследовательский центр Эймса                                            | Вычислительная нанотехнология                                                                              |
| 1997 | Glenn Deardorff           | Исследовательский центр Эймса                                            | Вычислительная нанотехнология                                                                              |
| 1997 | Al Globus                 | Исследовательский центр Эймса                                            | Вычислительная нанотехнология                                                                              |
| 1997 | Jie Han                   | Исследовательский центр Эймса                                            | Вычислительная нанотехнология                                                                              |
| 1997 | Richard Jaffe             | Исследовательский центр Эймса                                            | Вычислительная нанотехнология                                                                              |
| 1997 | Alessandra Ricca          | Исследовательский центр Эймса                                            | Вычислительная нанотехнология                                                                              |
| 1997 | Marzio Rosi               | Исследовательский центр Эймса                                            | Вычислительная нанотехнология                                                                              |
| 1997 | Deepak Srivastava         | Исследовательский центр Эймса                                            | Вычислительная нанотехнология                                                                              |
| 1997 | H. Thuemmel               | Исследовательский центр Эймса                                            | Вычислительная нанотехнология                                                                              |
| 1998 | Меркл, Ральф              | Zyvex                                                                    | Молекулярные инструменты для химических реакций атомарной точности                                         |
| 1998 | Stephen Walch             | ELORET Corporation/Исследовательский центр Эймса                         | Молекулярные инструменты для химических реакций атомарной точности                                         |
| 1999 | William A. Goddard III    | Калифорнийский технологический институт                                  | Моделирование молекулярных машин                                                                           |
| 1999 | Tahir Cagin               | Калифорнийский технологический институт                                  | Моделирование молекулярных машин                                                                           |
| 1999 | Yue Qi                    | Калифорнийский технологический институт                                  | Моделирование молекулярных машин                                                                           |
| 2000 | Uzi Landman               | Технологический институт Джорджии                                        | Компьютерное изучение материалов для наноструктур                                                          |
| 2001 | Mark A. Ratner            | Северо-Западный университет                                              | Молекулярная электроника                                                                                   |
| 2002 | Don Brenner               | Университет штата Северная Каролина                                      | Молекулярные машины для молекулярного производства                                                         |
| 2003 | Коэн, Марвин              | Университет Калифорнии в Беркли                                          | Моделирование новых материалов                                                                             |
| 2003 | Steven G. Louie           | Университет Калифорнии в Беркли                                          | Моделирование новых материалов                                                                             |
| 2004 | David Baker               | Вашингтонский университет                                                | Разработка Rosetta@home                                                                                    |
| 2004 | Brian Kuhlman             | Университет Северной Каролины в Чапел-Хилле                              | Разработка Rosetta@home                                                                                    |
| 2005 | Christian Joachim         | Национальный центр научных исследований                                  | Теоретические инструменты и принципы проектирования молекулярных машин:56                                  |
| 2006 | Erik Winfree              | Калифорнийский технологический институт                                  | Днк-вычисления                                                                                             |
| 2006 | Paul W. K. Rothemund      | Калифорнийский технологический институт                                  | Днк-вычисления                                                                                             |
| 2007 | David A. Leigh            | Эдинбургский университет                                                 | Проектирование и синтез молекулярных машин                                                                 |
| 2008 | George C. Schatz          | Северо-Западный университет                                              | Мрделирование dip-pen-нанолитографии и плазмонных эффектов в металлических наночастицах                    |
| 2009 | Фрайтас, Роберт           | Institute for Molecular Manufacturing                                    | Механосинтез и системное проектирование молекулярных машин                                                 |
| 2010 | Gustavo E. Scuseria       | Университет Райса                                                        | Инструменты моделирования углеродных наноструктур                                                          |
| 2011 | Raymond Astumian          | Университет Мэна                                                         | Молекулярные машины, движимые броуновским движением                                                        |
| 2012 | David Soloveichik         | Калифорнийский университет в Сан-Франциско                               | Днк-вычисления using strand displacement cascades                                                          |
| 2013 | David Beratan             | Университет Дьюка                                                        | Функциональные супрамолекулярные сборки                                                                    |
| 2014 | Amanda Barnard            | Государственное объединение научных и прикладных исследований, Австралия | Соотношения структура-функция для углеродных наноструктур                                                  |
| 2015 | Markus J. Buehler         | Массачусетский технологический институт                                  | Механическое моделирование материалов                                                                      |
| 2016 | Bartosz Grzybowski        | Ulsan National Institute of Science and Technology                       | Моделирование выхода органических реакций                                                                  |
| 2017 | Giovanni Zocchi           | Калифорнийский университет в Лос-Анджелесе                               | Прочностной анализ мягких наночастиц                                                                       |
| 2018 | O. Anatole von Lilienfeld | Базельский университет                                                   | Методы быстрого квантовомеханического моделирования                                                        |
| 2019 | Giulia Galli              | Чикагский университет                                                    | Разработка теоретических и вычислительных методов прогнозирования и конструирования свойств наноматериалов |

## Внешние ссылки
- foresight.org/prize — официальный сайт Премия Фейнмана по нанотехнологиям